# Charles Eden
Pour les articles homonymes, voir Eden.

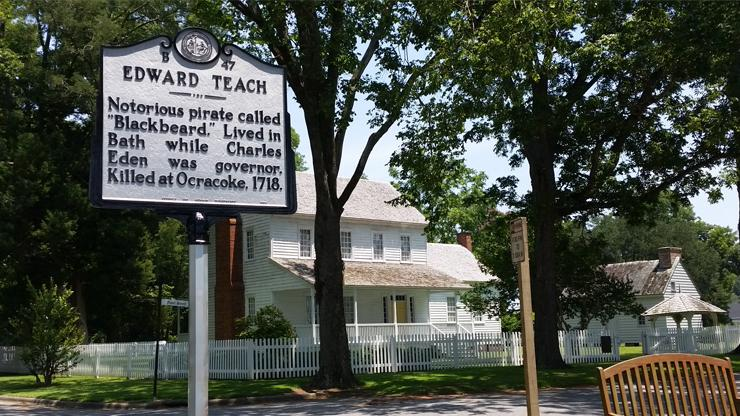
Panneau historique sur Barbe Noire à Bath au même moment que Eden, Caroline du Nord

Charles Eden, né en 1673 en Angleterre et mort le 26 mars 1722 dans le comté de Bertie, est le deuxième gouverneur de la province de Caroline du Nord. Il a succédé à Edward Hyde et le sera par William Reed.

## Apparition au cinéma
Liste non-exhaustive de films dans lesquels évolue un personnage directement inspiré de Charles Eden :
- Blackbeard: Terror at Sea ; personnage interprété par Peter Pacey.